# Walldorf
Walldorf este un oraș în landul german Baden-Württemberg (situat în provincia istorică Baden). Are 15 mii locuitori. La Walldorf se află sediul central al cunoscutei firme germane de software SAP AG, cea mai mare companie europeană din acest domeniu.

## Legături externe
Materiale media legate de Walldorf la Wikimedia Commons
- Site web oficial